# Namwala
Namwala – miasto w Zambii, w prowincji Południowej, siedziba administracyjna dystryktu Namwala.